# Festung Hanega
Die Festung Hanega ist eine Festungsanlage in Aserbaidschan am Ufer des Flusses Pirsagat im Bezirk Hacıqabul. Die Anlage wurde vom 12. bis 14. Jahrhundert errichtet.

## Geschichte
Im 14. Jahrhundert befand sich bei der Festung auch eine reiche Siedlung. Diese wurde 1318 von den Truppen des Khans Üzbek von der Goldenen Horde überfallen. Die Beute soll jedoch später auf Befehl des Khans zurückerstattet worden sein.

## Aufbau und Stile des Bauwerks

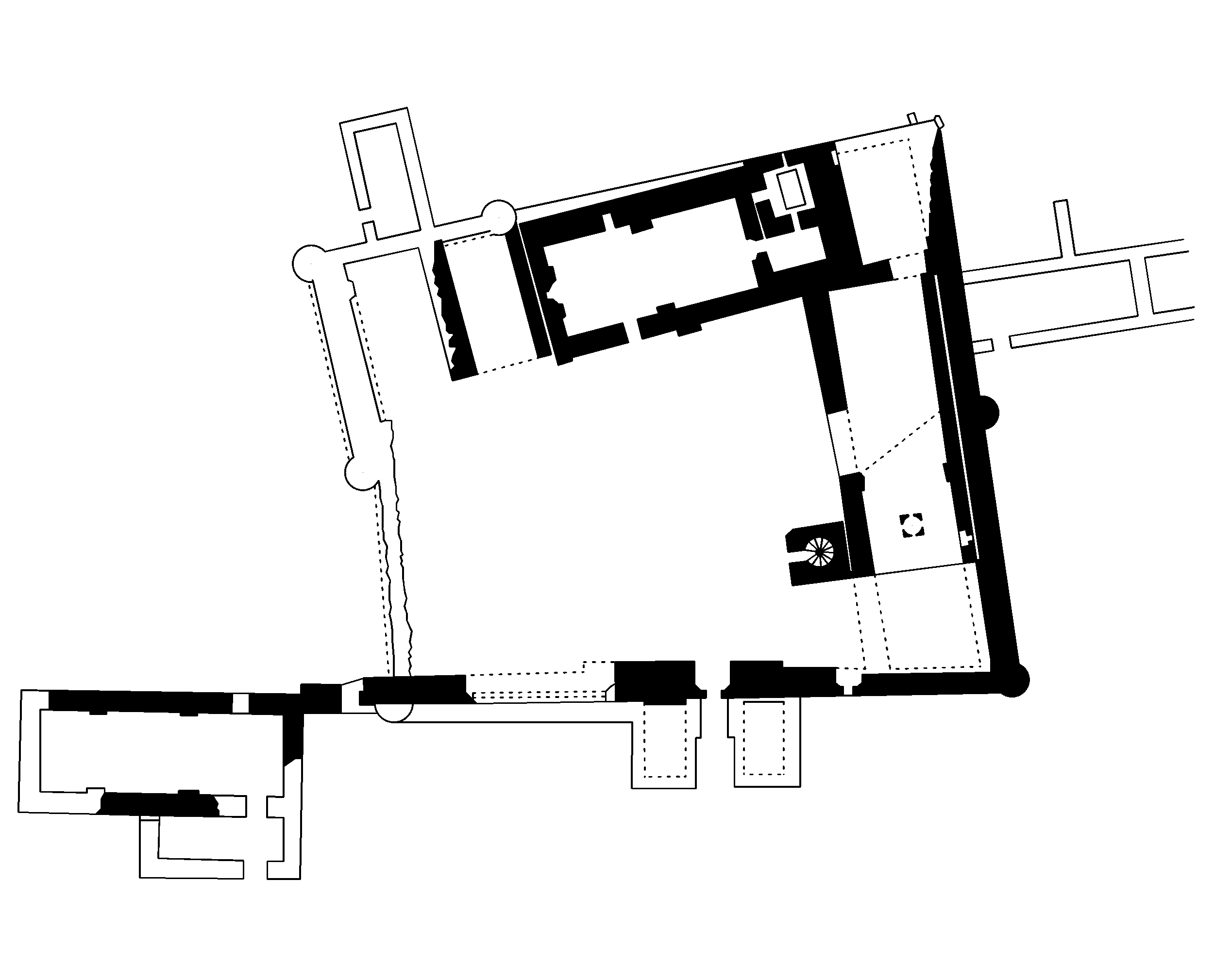
Grundriss

Die Festung besteht aus einem großen Hof, der von Mauern und Basteien umschlossen ist. Die Mauern der Befestigung sind aus Kalkstein. Um den Hof sind ein Minarett, eine Moschee und mehrere kleinere Gebäude angeordnet. Außerhalb des Burghofes befinden sich die Karawanserei und die Ställe.
Das Minarett ist der Schirwaner Bauschule zuzuordnen. Es wurde laut den Inschriften im Jahr 1256 vom Baumeister Mahmud ibn Maksud errichtet. Der achteckige Sockel des Minaretts ist auf einem länglichen Fundament angeordnet. Ein geschnitzter Steinsims hält den Erker des Muezzins. Das Minarett wurde auch als Wachturm benutzt.
Der quadratische Raum der Moschee wird von einem Spitzbogen-Stingewölbe bedeckt. Fußboden und Wände sind mit Steinplatten verkleidet. Die Mihrab ist in die Südmauer eingelassen und mit Wandmalereien und kufischen Inschriften geschmückt. Neben dem kleinen Eingang der Moschee liegt die Gruft des Pir-Hussein, deren Keramikverkleidung nicht mehr erhalten ist, bis auf einen elf Meter langen Fries aus kobaltblauen und türkisfarbenen Kacheln. Der Fries zeigt 600 große griechische Kreuze und dazwischen achtzackige Sterne. In der Mitte befinden sich Darstellungen verschiedener Themen.
Die Festung zeigt Merkmale nord- und südaserbaidschanischer Stile, da Hanega zwischen beiden Regionen liegt. So finde sich die feinen Steinmetzarbeiten des Nordens wie die Kachelverkleidungen des Südens.